# Acide perbenzoïque
L'acide perbenzoïque, ou acide peroxybenzoïque, est un composé chimique de formule C6H5COOOH. Il s'agit d'un peracide aromatique solide pouvant être obtenu par l'action du peroxyde d'hydrogène H2O2 sur l'acide benzoïque C6H5COOH, ou par traitement du peroxyde de benzoyle C6H5COO–OOCC6H5 par le méthanolate de sodium CH3ONa.
Il peut être employé, comme d'autres peracides, pour obtenir des époxydes, tels que l'oxyde de styrène C6H5–C2H3O à partir du styrène C6H5CH=CH2.

Formation d'oxyde de styrène.